# Pseudophilautus reticulatus
Pseudophilautus reticulatus es una especie de anfibio anuro de la familia Dicroglossidae. Es endémica del centro y suroeste de Sri Lanka. Es una rana por lo general arbórea que habita en bosques entre los 30 y los 900 metros de altitud. Se cree que se reproduce por desarrollo directo. Se encuentra en peligro de extinción debido a la pérdida de su hábitat natural causada por la industria maderera y la expansión de zonas agrícolas.